# Новая крепость (Корфу)
Нео Фру́рио (греч. Νέο Φρούριο, итал. Neo Fryrio — «новая крепость»), также Морская крепость Св. Марка — крепость в греческом городе Корфу на одноимённом острове, рядом с портом. Эта крепость значительно меньше, чем Старая крепость в Корфу, и имеет два уровня. Нижний уровень был предназначен для защиты порта, верхний — для защиты города.
Морская крепость была построена в 1572—1645 годах итальянским архитектором Ф. Виттелли на холме Св. Марка на средства Венецианской республики, которой тогда принадлежал остров. Внутренние постройки принадлежат к XVIII—XIX вв., когда остров контролировали французы и англичане.
Крепость являлась важной частью оборонительных сооружений города Корфу. Нео Фрурио состоит из двух больших одинаковых бастионов. Пространство крепости поделено на три части, а фасы бастионов обращены как в сторону острова, так и в сторону города. Два ряда стен (одна стена с зубцами по краю, а другая в виде сложных сферических ниш) соединяются между собой сложной системой проходов и коридоров. На стенах бастионов имеются изображения львов с венецианскими надписями. С восточной стороны крепость опоясывает безводный оборонительный ров.
В зданиях колониальной эры (XIX век) располагаются офисные помещения морской станции.